# Gran Mahele
El Gran Mahele ("dividir o repartir") o simplemente el Māhele fue la redistribución de la tierra hawaiana propuesta por el rey Kamehameha III. Fue uno de los episodios más importantes de la historia de Hawái, solo superado por el derrocamiento del Reino de Hawái. Si bien tenía la intención de proporcionar un título seguro a los hawaianos, finalmente terminaría privando a muchos de ellos de sus tierras.

## Proyecto de Ley de Declaración de Derechos de Hawái de 1839
La Declaración de Derechos de Hawái de 1839, también conocida como la Constitución de Hawái de 1839, fue un intento de Kamehameha III y sus jefes para garantizar que el pueblo hawaiano no perdiera sus tierras, y sentó las bases para un sistema de libre empresa. El documento, que tenía un código de leyes adjunto, fue redactado por el exalumno de la escuela misionera Lahainaluna, Boaz Mahune, revisado por el Consejo de Jefes y por Kamehameha III en junio de 1839.

## 1840 Constitución del Reino de Hawái y Gran Mahele de 1848
La Constitución de 1840 del Reino de Hawái estableció una monarquía constitucional. Declaró que la tierra pertenecía al pueblo y debía ser administrada por el rey. Estableció los poderes ejecutivo, legislativo y judicial del gobierno. El documento estableció derechos de propiedad de títulos alodiales que mantuvieran las tierras en manos de los súbditos hawaianos para mālama (nutrir y sostener).
Para proteger las tierras hawaianas de los extranjeros, Kamehameha III dividió las tierras entre todos los habitantes de Hawái, aliʻi, konohiki y makaʻainana, por igual. El Mahele cambió el sistema de tierras anterior según el cual el mōʻī (rey) otorgaba la kuleana (responsabilidad y obligación) ahupuaʻa a mālama ʻāina a un aliʻi nui (alto jefe), su subordinado aliʻi y konohiki que recibían impuestos y tributos del pueblo. que trabajaban la tierra colectivamente. La propiedad privada de la tierra no existía.
El Gran Māhele del 7 de marzo de 1848, trasladó un tercio de las tierras a corona hawaiana mōʻī (monarca). Otro tercio se asignó entre los aliʻi y konohiki (jefes y administradores de ahupuaʻa). El tercio restante se entregó a makaʻāinana (gente común). La ley requería que los reclamos de tierras se presentaran dentro de los dos años bajo la Ley Kuleana de 1850, y muchos hawaianos no presentaron ningún reclamo.
Finalmente, la mayor parte de la tierra fue vendida por el gobierno de la república a colonos de los EE. UU. continentales o subastada a las corporaciones de Big Five (Hawái). Esto dio como resultado que Hawái tuviera alrededor del 32% de la tierra propiedad del estado, mientras que otro 4,8% son Homelands (áreas mantenidas en fideicomiso para los nativos hawaianos por el estado de Hawái en virtud de la Ley de la Comisión de Viviendas de Hawái de 1920). El Fiscal General de Hawái, Edmund Pearson Dole, refiriéndose a los Big Five, dijo en 1903: "Hay un gobierno en este Territorio que está centralizado hasta un punto desconocido en los Estados Unidos, y probablemente casi tan centralizado como lo estaba en Francia bajo Louis XV.”

## Ley de propiedad de tierras extranjeras
Mientras los opositores Kamehameha IV, Kamehameha V y el médico misionero Gerrit Judd estaban de viaje, la legislatura aprobó la Ley de propiedad de tierras extranjeras el 10 de julio de 1850, lo que permitió a los extranjeros obtener títulos de propiedad de la tierra. La ley fue redactada por el presidente del Tribunal Supremo William Little Lee. La justificación de la misma fue la promesa de prosperidad resultante de una afluencia de capital y mano de obra muy necesarias.

## Ley de Kuleana
Otra parte notable del Gran Mahele fue la Ley Kuleana de 1850. Según esta estipulación, a los campesinos se les permitía solicitar el título de propiedad de la tierra que cultivaban y en la que vivían, de manera similar a las leyes de ocupación que se usaban para administrar la tenencia de la tierra en los territorios estadounidenses en el siglo XIX. También abolió el derecho de cultivo y pastoreo en las tierras comunales más grandes de los ahupuaʻa, cuyo título pasó al jefe, la corona o el gobierno.
La propiedad de la tierra era un concepto previamente desconocido para los hawaianos comunes. Muchos no entendieron la necesidad de hacer un reclamo por la tierra donde ya vivían y/o trabajaban. La comunicación dependía de la traasmisión verbal o de la capacidad de leer la palabra escrita. Hacer un reclamo requería dinero para pagar un levantamiento topográfico previo al reclamo. El sistema requería dos testigos para confirmar que el reclamante había trabajado la tierra. Se reclamaron con éxito unas 18.000 parcelas de 3 acres cada una. La población del Reino en ese momento era de unos 82.000 habitantes. Los miembros de las clases más altas y aliʻi obtuvieron el título de propiedad de la mayor parte de las tierras hawaianas. Debido al efecto continuo de las enfermedades occidentales y los impuestos a la propiedad, muchos perdieron sus propiedades.